# Eilema unicolor
Eilema unicolor là một loài bướm đêm thuộc phân họ Arctiinae, họ Erebidae.